# Autoportrait devant un miroir
Pour les articles homonymes, voir Autoportrait (homonymie).
Autoportrait devant un miroir est un tableau peint entre 1882 et 1883 par Henri de Toulouse-Lautrec. Il mesure 40,5 × 32,5 cm. Il est conservé au musée Toulouse-Lautrec à Albi. 
Cet autoportrait ou il représente son reflet dans un miroir est composé comme une nature morte inversée. Les objets posés devant le miroir occupent une large place dans le tableau. Sa propre image reléguée au second plan donne une impression de distance et de détachement. 
D'après le peintre Herman Braun-Vega, il est vraisemblable que cet autoportrait d'Henri de Toulouse-Lautrec quand il avait 16 ans ait inspiré Pablo Picasso pour son propre autoportrait Yo Picasso de 1901 quand il avait 20 ans. C'est ce qu'il exprime dans son tableau Tek-nik gonfalonière, l'un de ses hommages peints à Toulouse-Lautrec, dans lequel on peut constater la similitude de la pose entre les deux portraits. 